# Ola Kamara
Ola Williams Kamara, född 15 oktober 1989, är en norsk fotbollsspelare som spelar för Vålerenga.

## Klubbkarriär
Den 23 mars 2023 värvades Kamara av BK Häcken, där han skrev på ett tvåårskontrakt.

## Landslagskarriär
Kamara debuterade för Norges landslag den 11 oktober 2023 i en 3–0-förlust mot Slovenien, där han blev inbytt i den 60:e minuten mot Daniel Braaten.